# 김학선
김학선(1970년 12월 24일 ~ )은 대한민국의 배우이다.

### 영화
- 2002년 영화 《생활의 발견》 ... 성우 역
- 2005년 영화 《너는 내 운명》 ... 여관 구타남 역
- 2006년 영화 《마법사들》 ... 승려 역
- 2006년 영화 《강적》 ... 최 형사 역
- 2006년 영화 《괴물》 ... 공무원 김 씨 역
- 2007년 영화 《궁녀》 ... 왕 역
- 2007년 영화 《마을금고 연쇄습격사건》 ... 형사 1 역
- 2009년 영화 《10억》 ... 하승호 역
- 2009년 영화 《디 엔드》
- 2011년 영화 《미안해, 고마워》 ... 부동산 남 역
- 2011년 영화 《굿바이 보이》 ... 신문보급소장 역
- 2013년 영화 《하소연》
- 2014년 영화 《경주》 ... 김창희 역
- 2014년 영화 《현기증》 ... 석주 역
- 2014년 영화 《아빠의 맛》 ... 전 씨 역
- 2015년 영화 《협녀, 칼의 기억》 ... 귀족 2 역
- 2015년 영화 《필름시대사랑》 ... 감독 역
- 2016년 영화 《가려진 시간》 ... 박 과장 역
- 2017년 영화 《다른 길이 있다》 ... 부동산 중개인 역
- 2017년 영화 《싱글라이더》 ... 관리소장 역
- 2017년 영화 《특별시민》 ... 우체부 역
- 2017년 영화 《메리 크리스마스 미스터 모》 ... 용호 역
- 2018년 영화 《나와 봄날의 약속》 ... 의무 역
- 2018년 영화 《목격자》 ... 팀장 역
- 2019년 영화 《증인》 ... 1심 재판장 역
- 2019년 영화 《히치하이크》 ... 윤영호 역
- 2019년 영화 《배심원들》 ... 법의학자 역
- 2019년 영화 《윤희에게》 ... 용호 역
- 2020년 영화 《오! 문희》 ... 두원 아버지 역
- 2020년 영화 《겨울밤에》 ... 택시 기사 역
- 2020년 영화 《식물생활》 ... 철물점 아저씨 역
- 2021년 영화 《동백》 ... 읍사무소 직원 역
- 2022년 영화 《비상선언》 ... 윤석 역
- 2022년 영화 《헌트》 ... 신기철 역
- 2023년 영화 《안녕, 내일 또 만나》 ... 동준 아빠 역
- 2024년 영화 《양치기》... 명준 역

### 드라마
- 《하이퍼나이프》 (디즈니+, 2025년) - 명진 역
- 《협상의 기술》 (JTBC, 2025년) - 김우철 역
- 《보물섬》 (SBS, 2025년) - 강성 역
- 《굿파트너》 (SBS, 2024년) - 김종복 역
- 《졸업》 (tvN, 2024년) - 찬영고 교사 역
- 《웰컴투 삼달리》 (JTBC, 2023년) - 부대성 역
- 《도적 : 칼의 소리》 (Netflix, 2023년) - 지부장 역 (특별출연)
- 《이로운 사기》 (tvN, 2023년) - 한재석 역
- 《조선 정신과 의사 유세풍 2》 (tvN, 2023년) - 서 현령 역
- 《아무것도 하고 싶지 않아》 (ENA, 2022년) - 곽두희 역
- 《조선 정신과 의사 유세풍》 (tvN, 2022년) - 서 현령 역
- 《이상한 변호사 우영우》 (ENA, 2022년) - 판사 역
- 《크레이지 러브》 (KBS2, 2022년) - 이용구 역
- 《보이스 4》 (tvN, 2021년) - 염병철 역
- 《비밀의 숲 2》 (tvN, 2020년) - 오주선 역
- 《브람스를 좋아하세요?》 (SBS, 2020년) - 송아의 아버지 역
- 《방법》 (tvN, 2020년) - 국장 역
- 《더 게임: 0시를 향하여》 (MBC, 2020년) - 서동철 역
- 《모두의 거짓말》 (OCN, 2019년) - 강만수 역
- 《악마가 너의 이름을 부를 때》 (tvN, 2019년)
- 《봄밤》 (MBC, 2019년) - 기석의 단골 술집 주인 / 기석의 형 목소리 역
- 《아름다운 세상》 (JTBC, 2019년) - 신대길 역
- 《사이코메트리 그녀석》 (tvN, 2019년) - 신부 역
- 《리갈 하이》 (JTBC, 2019년)
- 《당신의 하우스헬퍼》 (KBS2, 2018년)
- 《슈츠》 (KBS2, 2018년)
- 《밥 잘 사주는 예쁜 누나》 (JTBC, 2018년)
- 《저글러스》 (KBS2, 2017년)
- 《청춘시대 2》 (JTBC, 2017년) - 조은의 아버지 역
- 《명불허전》 (tvN, 2017년)
- 《쌈 마이웨이》 (KBS2, 2017년) - 백장수 역
- 《아이돌마스터.KR - 꿈을 드림》 (2017년, SBS funE) - 수지의 아버지 역
- 《디어 마이 프렌즈》 (tvN, 2016년)
- 《미세스 캅 2》 (SBS, 2016년) - 차성호 역
- 《시그널》 (tvN, 2016년)
- 《육룡이 나르샤》 (SBS, 2015년)
- 《풍문으로 들었소》 (SBS, 2015년) - 박 집사 역
- 《쓰리 데이즈》 (SBS, 2014년)
- 《아내의 자격》 (JTBC, 2012년)

### 연극
- 《슬픈연극》 (2014년) - 장만호 역
- 《아버지의 집》 (2013년)
- 《푸르른 날에》 (2011년) - 여산 역
- 《늘근도둑 이야기》 (2011년)
- 《양덕원 이야기》 (2010년) - 관우 역
- 《눈먼 아비에게 길을 묻다》 (2005년) - 이출식 역
- 《저 사람 무우당 같다》 (2003년)
- 《장자의 점》 (2000년)

### 뮤지컬
- 《판타스틱》 (2020년~21년)